# Aleisanthiopsis
Aleisanthiopsis là một chi thực vật có hoa trong họ Thiến thảo (Rubiaceae).

## Loài
Chi Aleisanthiopsis gồm các loài: